# Panavia Tornado
Pour les articles homonymes, voir Tornado.
Le Panavia Tornado est un avion de combat multirôle européen développé par l'Italie, le Royaume-Uni, et l'Allemagne de l’Ouest durant les années 1970. Ce chasseur-bombardier biplace, biréacteur, dispose d'ailes à géométrie variable. Mis en service dans les années 1980, il a été produit à près de 1 000 exemplaires et exporté vers l'Arabie saoudite.

## Conception

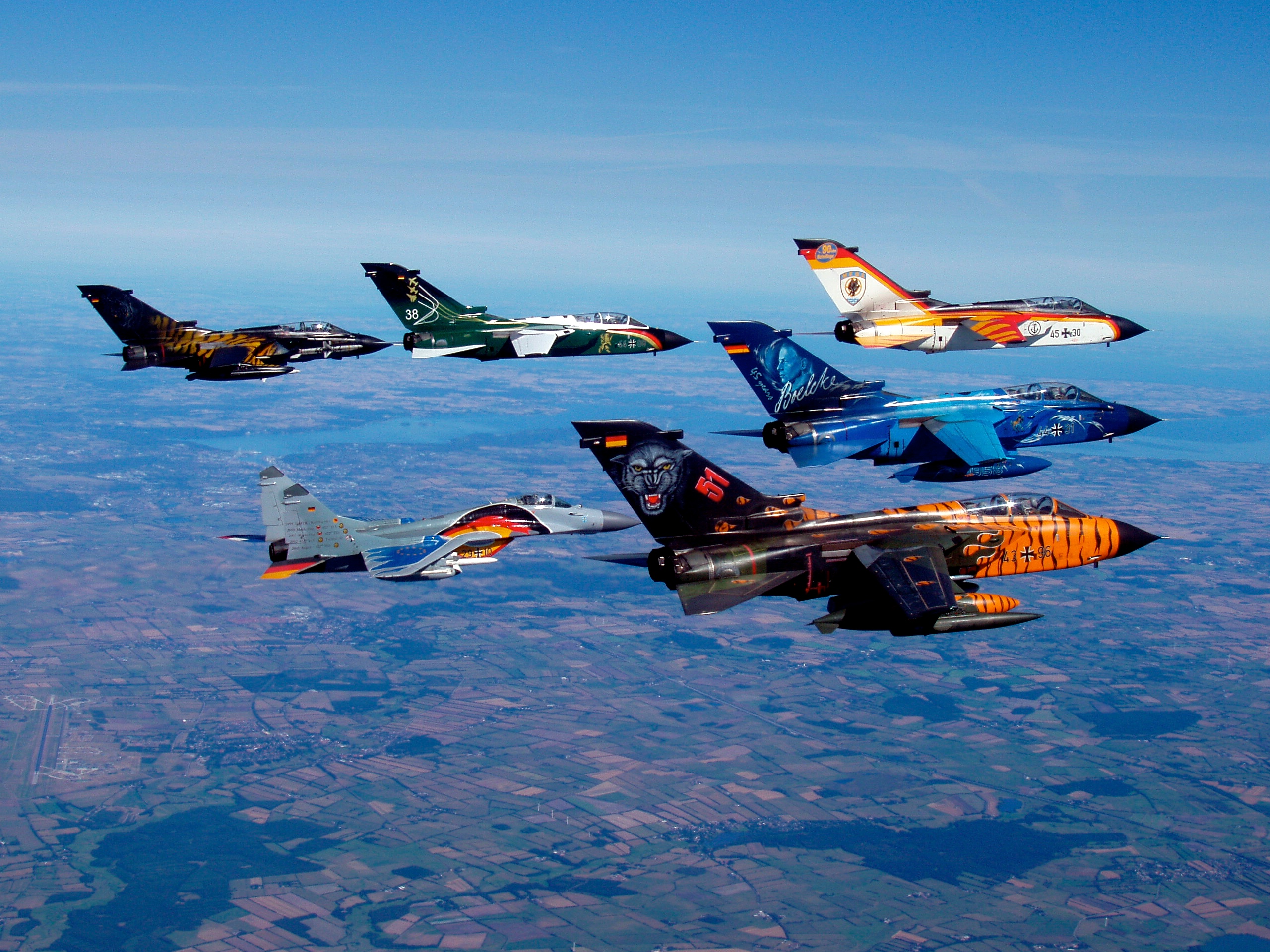
Formation aérienne de Tornado et d'un MiG-29 allemands (le MiG-29 en bas, à gauche.) en 2003.

En 1967, plusieurs pays de l'OTAN utilisateurs du F-104G Starfighter commencent à lui chercher un remplaçant. Ils forment alors un groupe de travail baptisé MRA 75 (Multi Role Aircraft for 1975), que le Royaume-Uni rejoint en 1968 après l'abandon du BAC/Dassault AFVG (en) (abréviation pour Anglo-French Variable Geometry). L'année suivante, le programme est renommé MRCA (Multi-Role Combat Aircraft) et quatre pays européens (Royaume-Uni, l'Allemagne de l’Ouest, les Pays-Bas et l'Italie) créent une société commune, Panavia, chargée de développer et construire le nouvel avion. Les Pays-Bas quittent le projet en 1970 et la production est  répartie entre les participants restants. Une société spécifique est créée par Rolls-Royce pour développer les réacteurs à double flux : Turbo Union.
Deux versions de l'appareil sont initialement prévues : une monoplace pour l'Allemagne et une biplace pour le Royaume-Uni, mais la version monoplace sera ensuite abandonnée. À l'instar des F-111, F-14 et MIG-23, l'utilisation d'une aile à géométrie variable s'impose rapidement, car la configuration avec les ailes repliées autorise des vols à grande vitesse à toutes les altitudes. La configuration avec les ailes déployées abaisse la vitesse de décrochage et réduit la longueur de piste nécessaire. La configuration avec les ailes en position intermédiaire réduit les turbulences à basse altitude et permet le vol à haute altitude. Des commandes de vol électriques et un système sophistiqué de suivi de terrain sont également développés.
Le premier réacteur RB199 est testé sur banc en 1971, puis en vol en 1973. De son côté, le premier des dix prototypes du Tornado IDS fait son vol inaugural le 14 août 1974 à Manching (Allemagne de l'Ouest). Il y aura également six exemplaires de présérie, dont le premier fera son vol d'essai en février 1977. Parallèlement, le Royaume-Uni décide de développer une version d'interception à long rayon d'action, appelée Panavia Tornado ADV (ADV pour « Air Defence Variant », « version de défense aérienne »), dont le prototype vole pour la première fois le 27 octobre 1979.

## Autres caractéristiques
Les réacteurs du Tornado sont équipés d'un inverseur de poussée, permettant de réduire la longueur de piste nécessaire à l'atterrissage.
Les ailes du Tornado peuvent être positionnées manuellement à 25°, 45° ou 67°.

## Production
La production des différents éléments de l'avion est répartie de la façon suivante :
- Fuselage avant et dérive par le Royaume-Uni ;
- Fuselage central et arrière par l'Allemagne de l'Ouest ;
- Ailes par l'Italie.

Chaque pays était responsable de l'assemblage final des avions qui lui étaient destinés. Les livraisons aux unités de combat commencèrent en janvier 1982 pour le Royaume-Uni, juillet 1983 pour l'Allemagne et juin 1984 pour l'Italie. À cause de retards dans la mise au point du radar FoxHunter, les livraisons de la version ADV ne commencèrent qu'en juillet 1986.
En septembre 1985, l'Arabie saoudite passe une première commande de 48 Tornado IDS et 24 ADV, qui sera suivie par une autre de 48 IDS supplémentaires. La production totale atteint finalement 977 exemplaires, dont 100 pour l'Italie, 120 pour Arabie saoudite, 359 pour l'Allemagne et 398 pour le Royaume-Uni.
Différents programmes d'amélioration, mise à jour et prolongation de la durée de vie des Tornado ont été menés de façon séparée par chaque pays utilisateur.

## Engagements

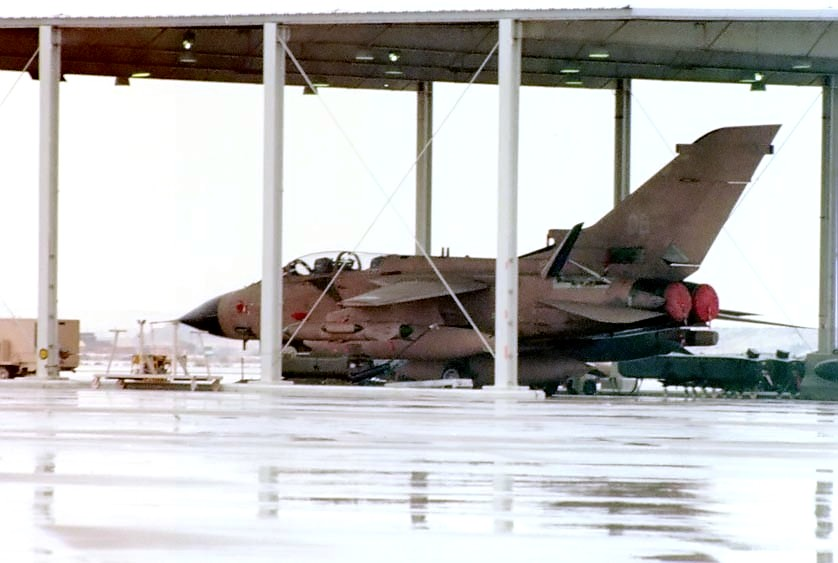
Tornado de la RSAF.

Le Tornado a été engagé lors de plusieurs conflits, souvent simultanément par plusieurs forces aériennes différentes :
- La guerre du Golfe (1990-1991) représente le baptême du feu pour les Tornado britanniques, saoudiens et italiens. Un total de 7 IDS (6 Tornado GR.1 de la Royal Air Force, et 1 Tornado IDS de l'Aeronautica Militare) ont été abattus pendant le conflit ;
- L'opération Provide Comfort (1991-1996) dans le Nord de l'Irak, où les Britanniques engagent une demi-douzaine de Tornado GR.1 ;
- L'opération Southern Watch (1992-2003) dans le Sud de l'Irak, où les Tornado GR.1 puis GR.4 de la Royal Air Force, implantés sur la base aérienne de Ali Al Salem au Koweït, participeront à l'application de la zone d'exclusion aérienne au-dessus de l'Irak ;
- Le bombardement de la Bosnie-Herzégovine par l'OTAN en 1995 pendant lesquels 6 IDS et 8 ECR allemands participèrent à la première opération de combat de la Luftwaffe depuis la Seconde Guerre mondiale ;
- La guerre du Kosovo (1999) a vu l'engagement simultané des Tornado britanniques, italiens et allemands[2]; les Tornado ECR allemands larguèrent 236 missiles antiradars HARM ;
- La guerre d'Irak (2003-2011) a vu l'engagement, dès l'invasion de l'Irak en 2003, de Tornado britanniques. Le 22 mars 2003, un missile sol-air MIM-104 Patriot américain est la cause d'un tir ami en abattant un Panavia Tornado de la Royal Air Force[3]. Les derniers Tornado quittent le territoire irakien en juin 2009 ;
- Pendant la guerre d'Afghanistan (2001-2014), de nombreux Tornado allemands, britanniques puis italiens seront déployés dans la région, sous mandat de l'OTAN : 6 avions de reconnaissance allemands de 2007 à 2010[4] ainsi que 8 avions d'attaque anglais (renforcés par 2 appareils supplémentaires en 2010) de 2009 à 2014[5]. À la suite du regain de violence généré par les élections législatives afghanes de 2010, l'Italie engagea également 4 Tornado IDS dans la région ;
- Pendant la première guerre civile libyenne (2011), des Tornado GR.4 britanniques[6] et Tornado ECR italiens[7] sont engagés en Libye du 20 mars 2011 à octobre 2011 dans le cadre de la résolution 1973 des Nations unies ;
- Depuis septembre 2014, la guerre contre l'État islamique en Irak a permis aux Tornado britanniques, mais également allemands, italiens et saoudiens, de participer une fois de plus à des opérations de guerre au-dessus de l'Irak[8].
- En avril 2018, quatre avions de combat Tornado GR.4, décollant de la base d'Akrotiri à Chypre, ont pris part au bombardement d'un site soupçonné d'être une usine chimique à l'ouest de Homs, en Syrie[9]. Ils ont tiré plusieurs missiles Storm Shadow ;
- Durant la Guerre civile yéménite. Les Tornado saoudiens sont engagés depuis 2015 au sein de la coalition en soutien au gouvernement dans sa lutte contre les rebelles Houthis. Un Tornado est perdu en date du 14 février 2020 (les rebelles prétendent l'avoir abattu alors que les Saoudiens évoquent un incident technique)[10].

## Variantes
Le Tornado existe en trois versions principales :
- IDS (Interdictor/Strike) d'interdiction et de chasse/bombardement, avec deux canons et une électronique optimisée pour les missions de pénétration à basse altitude et grande vitesse par tous les temps ;
- ADV (Air Defence Variant) d'interception/défense aérienne, avec un seul canon, un fuselage allongé de deux mètres, des turboréacteurs plus puissants et un radar FoxHunter (en) optimisé pour l'interception air-air ;
- ECR (Electronic Combat/Reconnaissance) de guerre électronique et de reconnaissance, sans canons mais capable d'emporter des missiles antiradars HARM.

Chacune des trois versions principales possède une variante d'entraînement à double-commande et a été dérivée en plusieurs sous-versions, dont voici le détail ci-dessous.

### Versions IDS

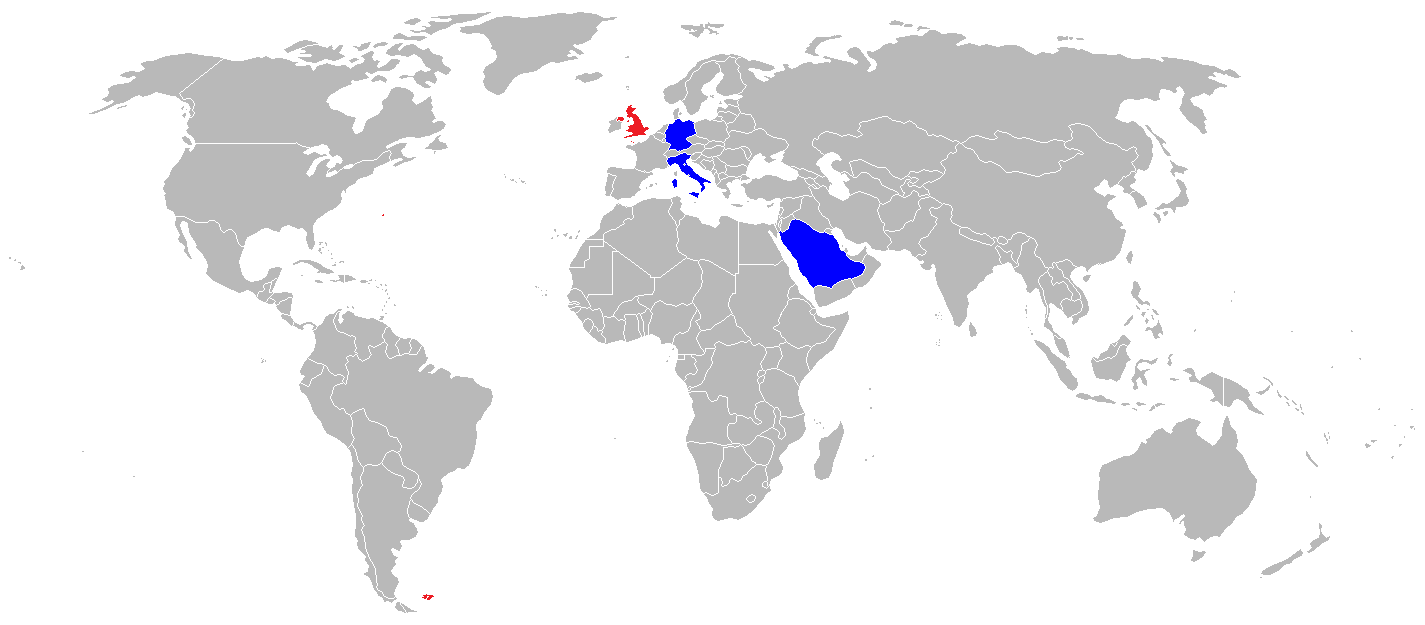
Utilisateurs du Panavia Tornado.

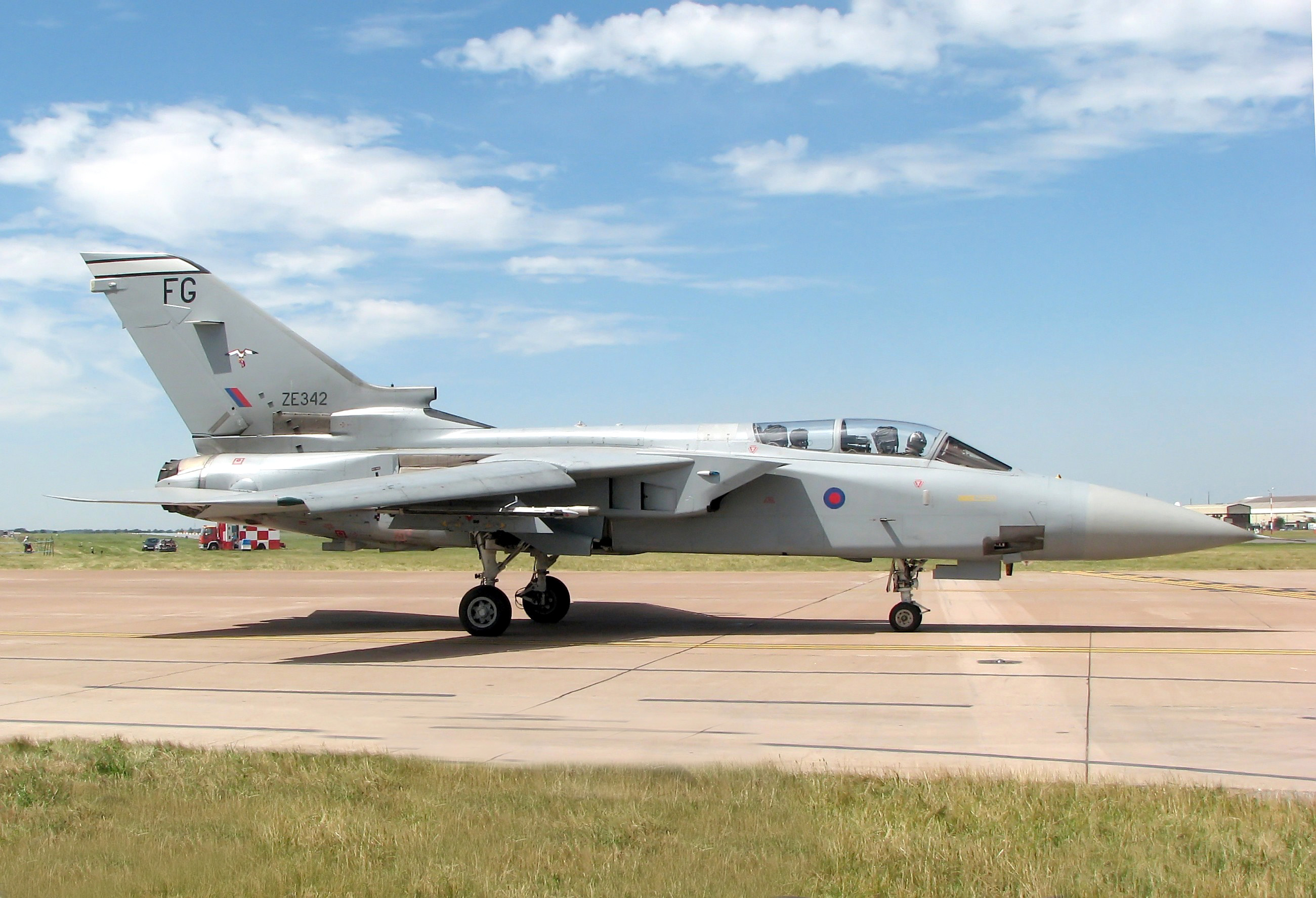
Un Tornado F.3 britannique.

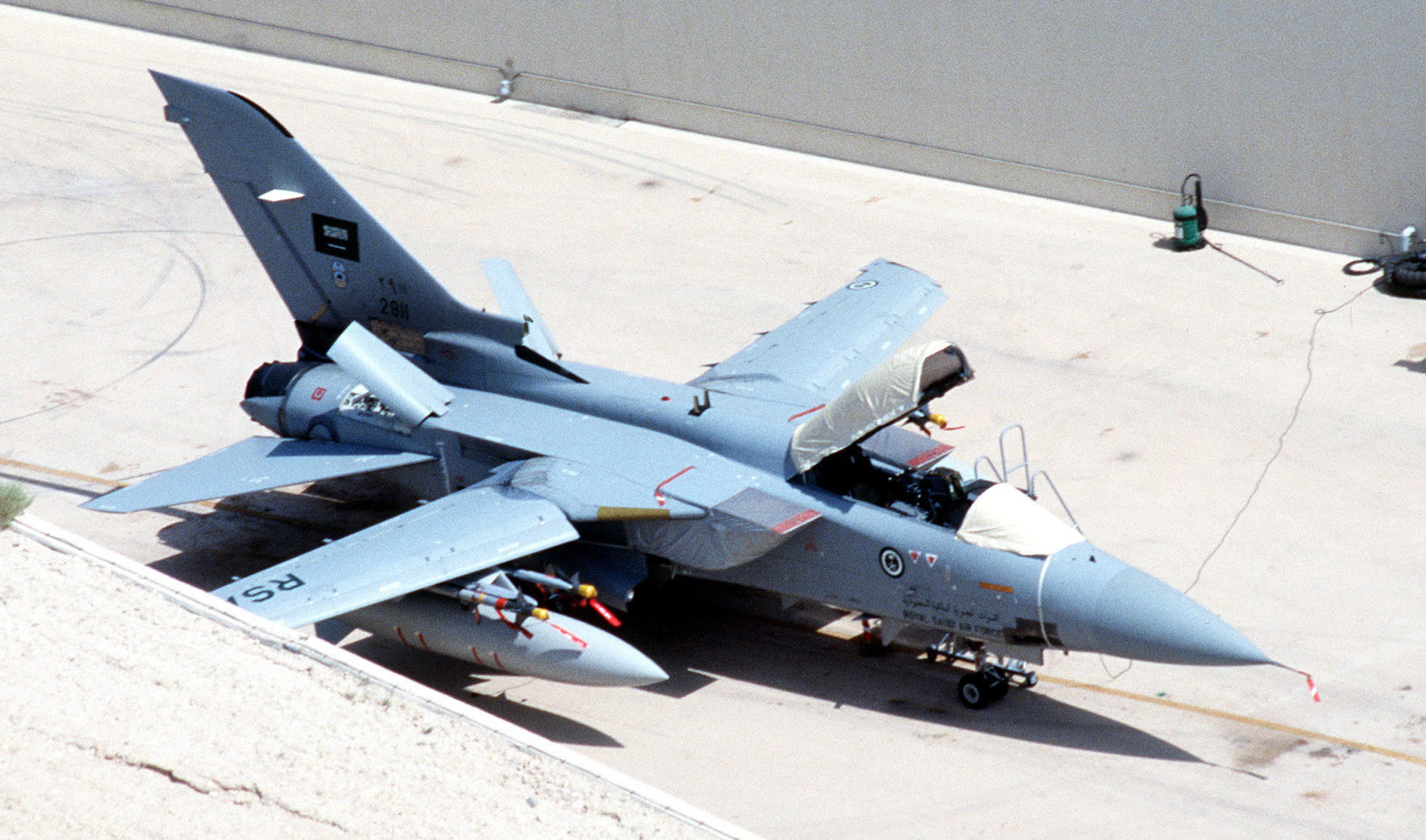
Un Tornado saoudien.

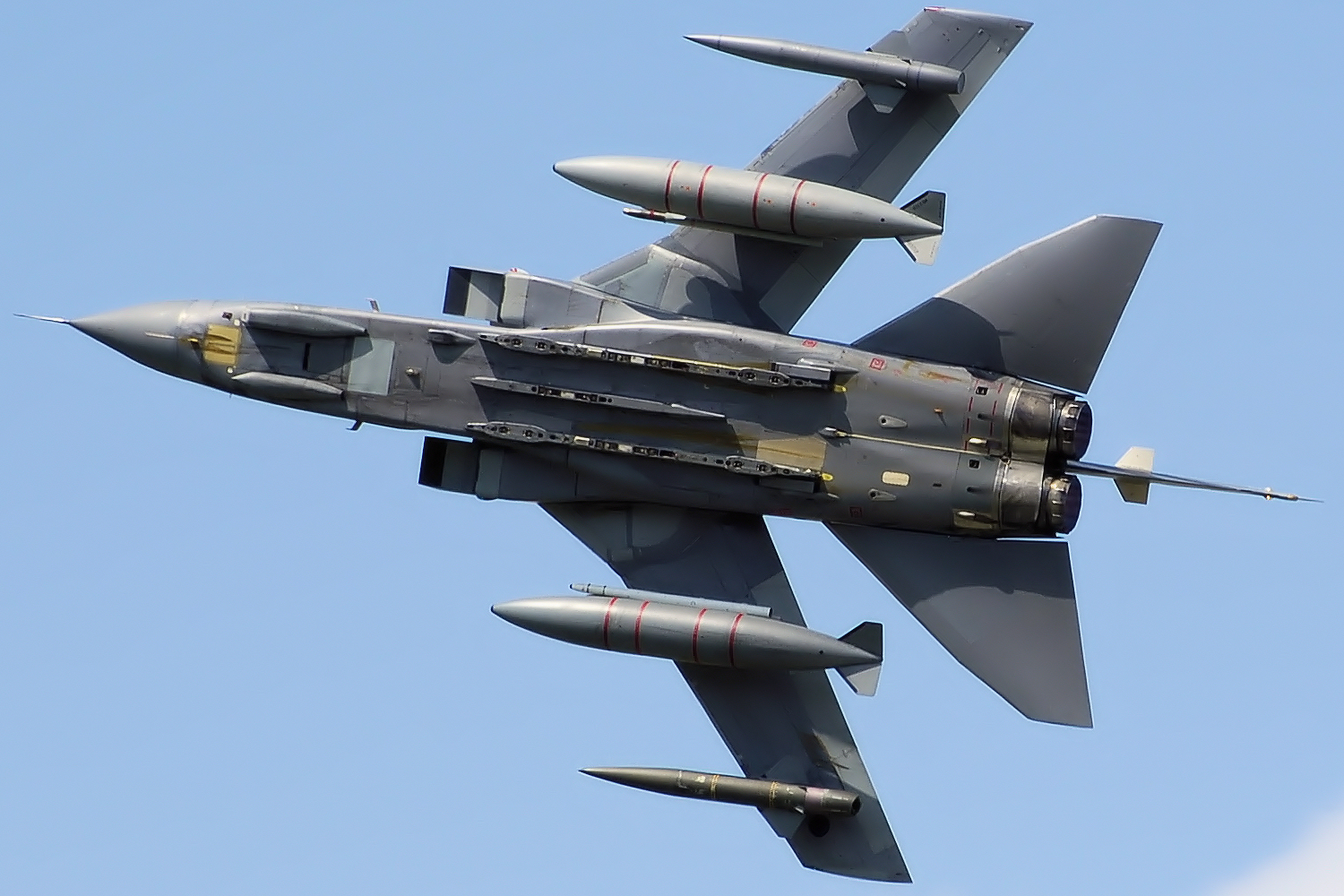
RAF Tornado GR4 (ZA597) lors d'une démonstration aérienne en Angleterre, avec les ailes partiellement repliées.

- GR.1 : désignation des Tornado IDS anglais, version initiale (228 exemplaires + 96 pour l'Arabie saoudite) ;
- GR.1A : IDS anglais, sans canons mais capable de missions de reconnaissance ;
- GR.1B : IDS anglais, capable d'emporter le missile antinavire Sea Eagle ;
- GR.4 : programme de remise à niveau et modernisation des GR.1 et GR.1B (142 avions modifiés) ;
- GR.4A : programme de remise à niveau et modernisation des GR.1A ;
- Version pour la marine allemande : capable de tirer le missile antinavire Kormoran (112 exemplaires) ;
- Version pour l'armée de l'Air allemande (212 exemplaires) ;
- Version italienne (100 exemplaires).

### Versions ADV
- F.2 : version initiale sans radar utilisée pour l'entraînement (18 exemplaires) ;
- F.3 : version de série (152 exemplaires + 24 pour l'Arabie saoudite).

### Versions ECR
- Version allemande : réacteurs RB199 Mk 105 (35 exemplaires) ;
- Version italienne : sans capacités de reconnaissance, réacteurs RB199 Mk 103 (16 avions modifiés).

## Pays utilisateurs
- Allemagne (123)
  - La Force aérienne allemande reçu un total de 247 appareils dont 35 ECR. Le premier Tornado fut livré le 29 juillet 1979 afin de remplacer le F-104 Starfighter. Ces aéronefs équipèrent originellement 5 escadrons de chasseurs-bombardiers, une unité de conversion tactique, et quatre escadrons de première ligne. En 1994, avec la dissolution d'un escadron de la Marineflieger, la Luftwaffe acquit plusieurs Tornado IDS afin de remplacer ses RF-4E Phantom II au sein d'un escadron de reconnaissance. Les Tornado allemands connaîtront leur baptême du feu pendant le bombardement de la Bosnie-Herzégovine par l'OTAN en 1995 contre les positions de l'armée de la république serbe de Bosnie. Cette opération marqua également la première mission de combat de la Luftwaffe depuis la Seconde Guerre mondiale. Les Tornado allemands seront également employés, en 1999, pendant la guerre du Kosovo, puis en Afghanistan, de 2007 à 2010. En 2015, la Luftwaffe comptait dans son inventaire un total de 29 Tornado ECR et de 94 IDS. Fin 2016, 85 sont en ligne. Le retrait du service des derniers Tornado allemands n'est pas prévu avant 2030.
- Italie (76)
  - L'aéronautique militaire italienne reçu un total de 100 Tornado IDS, et 16 appareils furent ensuite convertis à la configuration ECR. Le premier Tornado ECR italien sera livré le 27 février 1998. De 1995 à 2004, l'Aeronautica Militare loua également 24 Tornado ADV de défense aérienne à la Royal Air Force afin de combler le manque d'aéronefs généré par le retrait des vieillissants Lockheed F-104 Starfighter et par le retard du programme de l'Eurofighter Typhoon. En 1991, durant la guerre du Golfe, un Tornado italien est abattu tandis que son pilote est capturé par les troupes irakiennes. Les Tornado de l'Aeronautica Militare ont également participé à la guerre du Kosovo en 1999, à la guerre d'Afghanistan en 2010, à l'intervention militaire de 2011 en Libye et enfin à la guerre contre l'État islamique en Syrie et en Irak depuis novembre 2014 dans le cadre de missions de reconnaissance. En 2015, l'Italie possédait 60 IDS et 16 ECR.
- Arabie saoudite (81)
  - Force aérienne royale saoudienne - Le 25 septembre 1985, le Royaume-Uni et l'Arabie saoudite signèrent le contrat Al Yamamah I, comprenant, entre autres, la vente de 48 Tornado IDS d'attaque au sol et 24 ADV de défense aérienne. Le premier vol d'un Tornado IDS saoudien a alors lieu le 26 mars 1986, tandis que le premier ADV est livré le 9 février 1989. En juin 1993, le contrat Al Yamamah II est signé, stipulant l'achat de 48 IDS supplémentaires. En 1991, l'Arabie Saoudite engagea ses Tornado dans la guerre du Golfe contre les troupes de Saddam Hussein. En 2006, la force aérienne royale saoudienne remplace la totalité de ses Tornado ADV (22 au total) par des Eurofighter Typhoon, tandis que les appareils retirés sont rachetés par la Royal Air Force l'année suivante. À partir de novembre 2009, des Tornados saoudiens effectuent des raids aériens pendant l'insurrection houthiste au Yémen. C'était la première fois, depuis l'opération Tempête du Désert, en 1991, que la force aérienne royale saoudienne participait activement à une opération militaire sur un territoire hostile. En 2015, 81 Tornado IDS étaient toujours en service.

### Anciens utilisateurs
- Allemagne

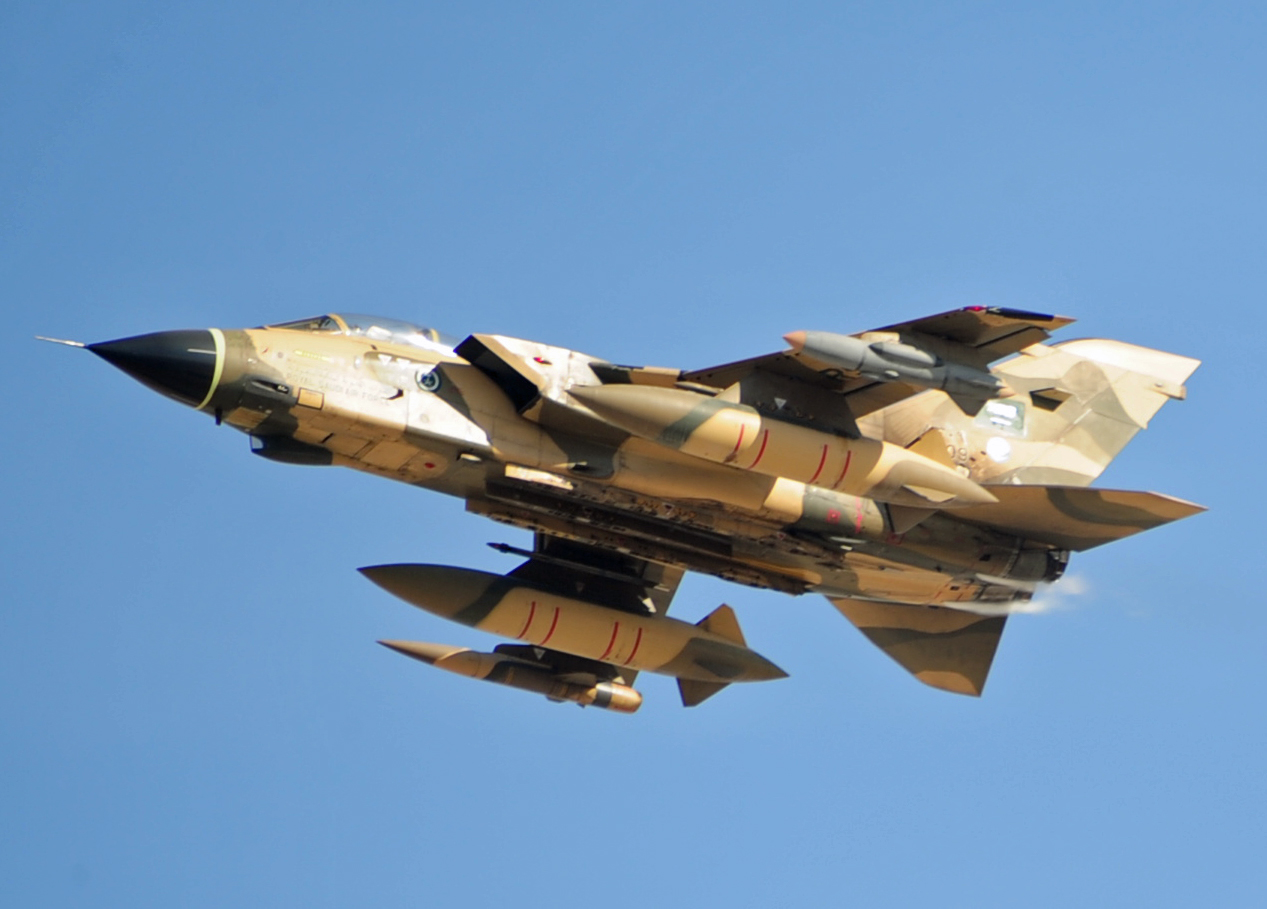
Un Tornado saoudien.

  - Aviation navale allemande - Afin de remplacer ses F-104 Starfighter en service au sein de ses deux escadrons, la marine ouest-allemande reçut, à partir de 1982, 112 Tornado IDS dans leur version navale. Ces aéronefs étaient capables de transporter le missile anti-navire AS.34 Kormoran, qui a d'abord été complété par des bombes non guidées et des bombes BL755 à sous-munitions, et plus tard par le missile anti-radar AGM-88 HARM. Les Tornado étaient également équipés d'une caméra panoramique afin de réaliser des missions de reconnaissance. La fin de la guerre froide et la signature du traité sur les forces conventionnelles en Europe, en novembre 1990, ont obligé la marine allemande à réduire sa flotte d'avions de combat en supprimant l'un de ses deux escadrons de Tornado en janvier 1994. Ces appareils sont reversés à la Luftwaffe afin de remplacer les Phantoms d'une escadre de reconnaissance. Le second escadron est, quant à lui, dissout en 2005, et ses appareils sont également reversés à la Luftwaffe. Depuis cette date, la Marineflieger ne dispose plus de chasseurs-bombardiers.
- Royaume-Uni (81)
  - Force aérienne royale britannique - versions IDS et ADV. À la suite de coupes budgétaires, mi-2011, il n'y a que trois escadrons de première ligne et un escadron de formation sur Tornado GR4, soit un total de 81 appareils[11]. En juillet 2018, il reste 40 avions dans deux escadrons [12] qui sont retirés du service le 1er avril 2019.

## Avions exposés
Bien qu'encore opérationnels, un certain nombre de vieux avions sont présentés au public :
- XX946 Prototype Tornado P02 exposé au Royal Air Force Museum Cosford en Angleterre.
- XX947 Prototype Tornado P03 exposé à l'aéroport de Shoreham, en Angleterre.
- XX948 Prototype Tornado exposé à Hermeskeil, Allemagne.
- XZ631 Tornado GR1 exposé au Yorkshire Air Museum (en), d'Elvington, en Angleterre.
- ZA319 Tornado GR1T à l'entrée du ministère de la Défense, Bicester, en Angleterre.
- ZA354 Tornado GR1 exposé au Yorkshire Air Museum, Elvington, en Angleterre.
- ZA362 Tornado GR1 exposée au Highland Aviation Museum d'Inverness, en Écosse.
- ZA374 Tornado GR1 exposé au National Museum of the United States Air Force de Wright-Patterson (Ohio), aux États-Unis.
- ZA457 Tornado GR1 exposé au musée de la RAF, Hendon, en Angleterre.
- ZA465 Tornado GR1 exposé au Imperial War Museum de Duxford, en Angleterre.
- ZE934 Tornado F3 exposé au National Museum of Flight, de East Fortune, en Écosse.
- MM7210 Tornado F3 exposé au musée historique de l'aviation de Vigna di Valle, en Italie.
- 43 et 74 Tornado IDS de la marine allemande, Marinefliegergeschwader 1 au Pima Air and Space Museum, de Tucson, AZ.
- 43 et 96 Tornado IDS au portail la base aérienne allemande de Jagel, près de Schleswig, dans le Schleswig-Holstein, Allemagne.
- 44 et 97 Tornado IDS de l'Einsatzgeschwader (force d'intervention) de Mazâr-e Charîf au Deutsches Museum Flugwerft Schleissheim d'Oberschleißheim, Allemagne.
- Tornado IDS exposé au Luftwaffenmuseum der Bundeswehr (en) de Berlin, Allemagne.
- Tornado IDS exposé sur l'affichage au musée des techniques de Spire, Allemagne.
- Tornado ADV F3 exposé au Royal Saudi Air Force Museum (en) de Riyad, en Arabie Saoudite.
- Tornado IDS exposé au Royal Saudi Air Force Museum (en) de Riyad, en Arabie Saoudite.

## Accidents

### Lufwaffe
- Le 23 mars 2009, le Tornado IDS (45+37) du JBG 33 de Büchel est sorti de piste après avoir atterri. L'équipage s'est éjecté avec succès[13].
- Le 15 juillet 2015, un Tornado britannique GR4 perd deux missiles Brimstone en phase d’atterrissage à Chypre. Les bombes ne détonent pas mais le personnel de la base est évacué en attendant l'enlèvement des engins.

### Développement lié
- Panavia Tornado ADV

### Aéronefs comparables
- F-15E Strike Eagle
- F-111 Aardvark
- MiG-27
- Sukhoi Su-24
- F-14 Tomcat